# Толстой Іван Федосійович
Іван Федосійович Толстой (3 серпня 1920 — 17 вересня 1982) — радянський офіцер-артилерист, Герой Радянського Союзу (1945).

## Біографія
Народився 3 серпня 1920 року в місті Пирятин (нині Полтавська область України) в родині робітника. Українець. Закінчив 10 класів. 
У Червоній Армії з 1938 року. У 1940 році закінчив Сумське артилерійське училище. 
На фронтах німецько-радянської війни з лютого 1942 року. Будучи командиром дивізіону 1015-го артилерійського полку (397-а стрілецька дивізія, 61-а армія, 1-й Білоруський фронт) майор І. Ф. Толстой відзначився в завершальний період війни. У складі штурмової групи стрілецького полку в числі перших 17 квітня 1945 року переправився з дивізіоном через річку Одер в районі поселення Гоенвутцен (Німеччина). На захопленому плацдармі група відбила численні контратаки противника і утримала позиції до підходу головних сил полку.
31 травня 1945 року майору Івану Федосійовичу Толстому було присвоєно звання Героя Радянського Союзу з врученням медалі «Золота Зірка» № 6862. 
Після війни продовжував службу в армії. У 1956 році закінчив Військову академію імені Ф. Е. Дзержинського. 
З 1967 року полковник І. Ф. Толстой в запасі. Жив в Астрахані. Був заступником директора з виховної роботи в МПТУ № 17. Помер 17 вересня 1982 року.

## Вшанування пам'яті
У 1980-х роках на будинку, в якому мешкав І. Ф. Толстой було встановлено присвячену йому меморіальну дошку.